# Conioscyphascus
Conioscyphascus är ett släkte av svampar. Enligt Catalogue of Life ingår Conioscyphascus i ordningen Sordariales, klassen Sordariomycetes, divisionen sporsäcksvampar och riket svampar, men enligt Dyntaxa är tillhörigheten istället klassen Sordariomycetes, divisionen sporsäcksvampar och riket svampar.
|                 | Lasiosphaeriaceae                        |
|                 |                                          |
|                 | Helminthosphaeriaceae                    |
|                 |                                          |
|                 | Sordariaceae                             |
|                 |                                          |
|                 | Chaetomiaceae                            |
|                 |                                          |
|                 | Cephalothecaceae                         |
|                 |                                          |
|                 | Ophiostomella                            |
|                 |                                          |
|                 | Madurella                                |
|                 |                                          |
|                 | Pleurothecium                            |
|                 |                                          |
| Conioscyphascus | \| \| Conioscyphascus varius \| \| \| \| |
|                 | \| \| Conioscyphascus varius \| \| \| \| |
|                 | Ramophialophora                          |
|                 |                                          |
|                 | Ascotaiwania                             |
|                 |                                          |
|                 | Guanomyces                               |
|                 |                                          |
|                 | Roselliniella                            |
|                 |                                          |
|                 | Carpoligna                               |
|                 |                                          |
|                 | Fluminicola                              |
|                 |                                          |
|                 | Ascolacicola                             |
|                 |                                          |
|                 | Clohiesia                                |
|                 |                                          |
|                 | Melanocarpus                             |
|                 |                                          |
|                 | Phaeosporis                              |
|                 |                                          |
|                 | Utriascus                                |
|                 |                                          |
|                 | Diplogelasinospora                       |
|                 |                                          |
|                 | Scopinella                               |
|                 |                                          |
|                 | Conioscypha                              |
|                 |                                          |
|                 | Brachysporiella                          |
|                 |                                          |
|                 | Rhexosporium                             |
|                 |                                          |
|                 | Bombardiella                             |
|                 |                                          |
|                 | Reconditella                             |
|                 |                                          |
|                 | Effetia                                  |
|                 |                                          |
|                 | Conioscyphascus varius                   |
|                 |                                          |

|  | Conioscyphascus varius |
|  |                        |